# Туин
Туин (мкд. Туин) је насеље у Северној Македонији, у западном делу државе. Туин припада општини Кичево.

## Географија
Насеље Туин је смештено у западном делу Северне Македоније. Од најближег већег града, Кичева, насеље је удаљено 14 km североисточно.
Рељеф: Туин се налази у горњем делу историјске области Кичевија. Село је положено у североисточном делу Кичевског поља, у долини реке Темнице, а источно се издиже планина Человица. Надморска висина насеља је приближно 800 метара.
Клима у насељу је планинска због знатне надморске висине.

## Становништво
По попису становништва из 2002. године, Туин је имао 1.476 становника.
Претежно становништво у насељу су Албанци (99%), а остало су махом етнички Македонци.
Већинска вероисповест у насељу је ислам.